# IC 2032
IC 2032 ist eine irreguläre Galaxie vom Hubble-Typ IBm im Sternbild Dorado am Südsternhimmel. Sie ist schätzungsweise 40 Millionen Lichtjahre von der Milchstraße entfernt und hat einen Durchmesser von etwa 20.000 Lj.
Im selben Himmelsareal befinden sich u. a. die Galaxien NGC 1533, IC 2038, IC 2039.
Das Objekt wurde am 8. Dezember 1899 von DeLisle Stewart entdeckt.